# Iosifina Dimasová-Zillerová
Iosifina Dimasová-Zillerová (řecky: Ιωσηφίνα Δήμα-Τσίλερ; 1885 Pireus – 1965 Athény) byla řecká malířka.

## Životopis
Iosifina Dimasová-Zillerová se narodila v roce 1885 v Pireu. Byla dcerou Ernsta Zillera a řecké klavíristky Sofie Doudouové. Provdala se za malíře Dimitra Dimase, který se specializoval na malování ikon. Studovala hudbu ve Vídni, Drážďanech a na Škole výtvarného umění v Athénách u Georgia Jakobida. Pořádala osobní výstavy a účastnila se i skupinových výstav.

## Umělecká díla
Důležitou součástí její tvorby jsou portréty a krajiny, ale i interiéry a výjevy z každodenního života. Její díla se řadí k impresionismu. Dnes se nachází v Koutlidisově sbírce, Městských uměleckých galeriích v Athénách a Pireu a na ministerstvu školství.